# Eliografia

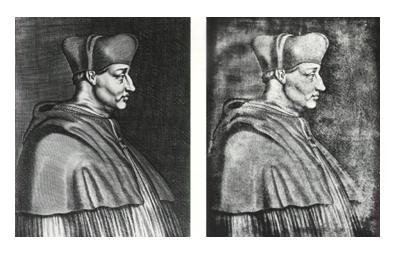
A sinistra l'incisione originale del 1650, a destra la copia eliografica del 1826 di Niépce

L'eliografia è un procedimento fotografico per la riproduzione di immagini, inventato da Joseph Nicéphore Niépce intorno al 1826. Il nome deriva dalle parole greche Ἥλιος hēlios (sole) e γράφειν gráphein (disegnare).

## Storia
Alla ricerca di un metodo per sopperire alle sue scarse capacità di disegnatore, Niépce si interessò delle proprietà fotosensibili del cloruro d'argento che abbandonò in favore del bitume di Giudea. Questa sostanza è un tipo di asfalto normalmente solubile all'olio di lavanda, che indurisce se esposto alla luce. Per i primi esperimenti Niépce utilizzò un'incisione di papa Pio VII, ma di queste prove non ci rimangono esemplari. Seguirono tentativi con un'incisione del cardinale Georges d'Amboise, ottenendo buoni risultati.
Niépce cosparse una lastra di peltro con questa sostanza e vi sovrappose l'incisione del cardinale. Dove la luce riuscì a raggiungere la lastra di peltro attraverso le zone chiare dell'incisione, sensibilizzò il bitume, che indurendosi non poté essere eliminato dal successivo lavaggio con olio di lavanda. La superficie rimasta scoperta venne scavata con dell'acquaforte e la lastra finale poté essere utilizzata per la stampa.
Fu solo più tardi che Niépce utilizzò la camera oscura per catturare vedute del mondo. Circa nel 1826 realizzò la Vista dalla finestra a Le Gras, la più antica fotografia esistente. L'esposizione alla luce fu molto lunga, circa 8 ore, a cui seguì il lavaggio e l'uso di vapori di iodio per annerire le zone lavate dal bitume. Il risultato non fu molto preciso, anche a causa della luce solare che, ruotando nella lunga esposizione, produsse delle ombre irreali. Immagini migliori si ottennero su supporto in vetro, che permise di realizzare eliografie più definite.
Niépce si associò con Louis Daguerre, con cui lavorò allo sviluppo della dagherrotipia, il primo procedimento fotografico ad ampia diffusione.